# 湳底
湳底，是臺灣彰化縣社頭鄉的一個傳統地域名稱，位於該鄉西北部。相較於今日行政區，其範圍大致包括湳底村不含東南部凸出部分的東南部邊界地帶、新厝村。

## 歷史
台灣清治末期至日治初期，湳底地區為一街庄，稱為「湳底庄」，隸屬於武西堡。該庄輪廓大致呈左右倒置的L字形，北與崙仔庄、田中央庄為鄰，東與大饒庄、枋橋頭庄為鄰，東南邊及南邊為張厝庄，西邊及西北邊為陳厝厝庄。
1901年（日治明治三十四年）11月，全台廢縣廳改設二十廳，該庄隸屬於彰化廳。1903年（明治三十六年）6月，該庄編入「關帝廳區」，隸屬於彰化廳。1909年（明治四十二年）10月，合併二十廳為十二廳，關帝廳區改隸屬於臺中廳。1920年（大正九年），該庄改制為「湳底」大字，隸屬於臺中州員林郡社頭庄，大字下有「湳底」、「新厝子」小字名。
戰後社頭庄改制為社頭鄉，隸屬於臺中縣，大字亦改制為村。1950年10月，中、彰、投分治，社頭鄉改隸屬彰化縣。

## 聚落
本地區發展較早的聚落為枋橋頭新厝（新厝子）、枋橋頭湳底（湳底），在日治期初期的官方地圖上已有記載。此外，本地區尚有新厝、山壩等聚落。

## 交通
台鐵縱貫線是台灣西部南北鐵路幹線，大致以北北西—南南東走向經過湳底地區。境內未設站，北側邊界北緣即為永靖車站，屬招呼站，僅停靠區間車；南側最近的是社頭車站，屬三等站，停靠少數自強號、莒光號，部分區間快車及全部區間車。由此等車站可前往台鐵沿線各站。
縣道141號（中正路、員集路）是員林至林內的道路，大致以北微西—南微東走向轉北北西—南南東走向經過本地區東部邊界北段。由該道路向北微西可前往大饒與田中央交界地帶、員林市中心、三條圳西北部並止於省道台1線路口，向南南東可前往社頭市區、田中、二水、林內等地。
鄉道彰79線（崙饒路、永崙路）是大饒至陳厝的道路，其東北側端點位於本地區東北角稍南處的縣道141號路口。由此向西南西至本地區北部邊界，沿邊界蜿蜒而行，至台鐵縱貫線道路中斷，需繞路始能接續鐵路另一側的永崙路，該路向西南至本地區西部邊界處的鄉道彰80-1線路口，轉西北與其共線並出境後，轉西南獨行可前往陳厝厝北部並止於鄉道彰144線路口。
鄉道彰80線（員集路二段、大饒路）是大溝尾至林厝的道路，大致以西北西—東南東走向到達本地區北部凸出部分的西北角，沿最北部一小段邊界行至縣道141號路口，轉北微西與其共線並出境。由該道路向西北西可前往田中央、田中央與崙子交界地帶、崙子與太平交界地帶、太平並止於鄉道彰87線路口，向北微西與縣道141號共線沿田中央與大饒交界地帶而行至大饒路路口轉東南東可前往大饒、萬年、番子崙與柴頭井交界地帶並止於縣道137號路口。
鄉道彰80-1線（九分路、新興巷）是太平至新厝的道路，其東側端點位於本地區東部邊界偏北處的舊縣道141號（員集路三段）路口。由此向西南西轉西再轉西南西，至本地區西部邊界處的九分路路口轉西北沿邊界而行，經鐵路平交道（小汽車無法通行）後出境，可前往陳厝厝與崙子交界地帶、崙子與五汴頭交界地帶並止於鄉道彰80線路口。
鄉道彰144線（永興路）是海豐崙至社頭的道路，其東側端點位於本地區東部邊界的舊縣道141號（員集路三段）路口。由此向西北出境後可前往陳厝厝、陳厝厝與五汴頭交界地帶、五汴頭、永靖、獨鰲、獨鰲與福興一小段交界地帶、福興與海豐崙交界地帶並止於鄉道彰143號路口。